# Jekaterina Sjoemilova
Jekaterina Jevgenjeva Sjoemilova (Russisch: Екатерина Евгеньевна Шумилова) (Solikamsk, 25 oktober 1986) is een Russische biatlete. Ze vertegenwoordigde haar vaderland op de Olympische Winterspelen 2014 in Sotsji.

## Carrière
Sjoemilova maakte haar wereldbekerdebuut in februari 2007 in Lahti. In januari 2012 scoorde de Russin in Nové Město haar eerste wereldbekerpunten. In december 2012 behaalde ze in Hochfilzen haar eerste toptienklassering in een wereldbekerwedstrijd. Op de wereldkampioenschappen biatlon 2013 in Nové Město eindigde Sjoemilova als vijftiende op de 7,5 kilometer sprint, daarnaast eindigde ze als 29e op zowel de 10 kilometer achtervolging als de 12,5 kilometer massastart. Samen met Jekaterina Glazyrina, Olga Zajtseva en Olga Viloechina eindigde ze als vierde op de 4×6 km estafette. Tijdens de Olympische Winterspelen van 2014 in Sotsji eindigde de Russin als zestigste op de 7,5 kilometer sprint en als 47e op de 10 kilometer achtervolging. Op de 4×6 km estafette veroverde ze samen met Jana Romanova, Olga Zajtseva en Olga Viloechina de zilveren medaille.

## Resultaten

### Olympische Winterspelen
| Jaar | Plaats | Resultaten                                                     |
| ---- | ------ | -------------------------------------------------------------- |
| 2014 | Sotsji | 60e 7,5 km sprint · 47e 10 km achtervolging · 4×6 km estafette |

### Wereldkampioenschappen
| Jaar | Plaats     | Resultaten                                                                           |
| ---- | ---------- | ------------------------------------------------------------------------------------ |
| 2013 | Nové Město | 15e 7,5 km sprint 29e 10 km achtervolging 29e 12,5 km massastart 4e 4×6 km estafette |

### Wereldbeker
Eindklasseringen
| Seizoen   | Algemeen | Individueel | Sprint | Achtervolging | Massastart |
| --------- | -------- | ----------- | ------ | ------------- | ---------- |
| 2011/2012 | 63e      |             |        |               |            |
| 2012/2013 | 31e      |             |        |               |            |
| 2013/2014 | 37e      |             |        |               |            |